# Giorgi Jgenti

a Compétitions nationales et continentales officielles uniquement.

b Matchs officiels uniquement.
Dernière mise à jour le 20 octobre 2015.
Giorgi Jgenti, né le 13 novembre 1985, est un joueur géorgien de rugby à XV évoluant au poste de pilier droit.

## Biographie
Giorgi Jgenti rejoint le centre de formation de l'ASM Clermont en 2006. L'année suivante, il rejoint le Biarritz olympique mais joue peu. Il quitte alors le club au bout d'un an et s'engage avec le Stade aurillacois en tant que joker médical. Il passe une saison et demie dans le Cantal avant de rejoindre Oyonnax, où il progresse beaucoup aux côtés de Christophe Urios.
En 2010, il s'engage avec le Montpellier HR en provenance d'Oyonnax pour deux ans. À la fin de sa première saison dans l'Hérault, il perd la finale du Top 14 contre le Stade toulousain. Il était alors titulaire lors de cette rencontre.
Trois ans plus tard, en 2013, Jgenti, il accepte une proposition de Paul Goze pour rejoindre l'USA Perpignan pour quatre ans. Cependant, dès la première saison en 2013-2014, le club catalan est relégué en deuxième division.
Face à la descente de son club Giorgi Jgenti quitte l'USAP pour l'Aviron bayonnais où il signe un contrat de deux ans. N'arrivant pas à convaincre ses entraîneurs de lui donner plus de temps de jeu en première partie de saison 2014-2015, il choisit de quitter le club avant la fin de la saison pour rejoindre le CA Brive. En fin de saison, il prolonge son contrat de deux ans avec le CAB. Finalement, en fin de saison 2015-2016, il est libéré par le club et met un terme à sa carrière professionnelle à l'âge de 30 ans, n'ayant pas trouvé d'autre club pour rebondir.

## Palmarès
- Montpellier HR
  - Finaliste du Championnat de France en 2011.